# Parque Clavero
Parque Clavero es un barrio perteneciente al distrito Este de la ciudad andaluza de Málaga, España. Según la delimitación oficial del ayuntamiento, limita al norte con el barrio de Hacienda Clavero; al este, con Cerrado de Calderón y el Parque de El Morlaco; al sur, con los barrios de El Rocío y La Torrecilla; y al oeste con Castillo de Santa Catalina y Santa Paula Miramar.
Parque Clavero destaca sobre todo por ser un barrio residencial con múltiples urbanizaciones y chalés. En cuanto a los servicios del barrio, destaca la presencia de un kiosco, una farmacia y una sucursal de banco de Unicaja, que en el año 2011 fue sustituida por un centro de pilates. 
En 2008, se inauguró el Colegio de Educación Infantil y Primaria Parque Clavero, en la calle Federico Fellini. En julio de 2010, fue abierto un parque público en la calle Miguel Induráin, para el disfrute de los vecinos.

## Transporte
En autobús, queda conectado mediante las siguientes líneas de la EMT: 
| Línea | Trayecto                                | Recorrido | Frecuencia    |
| ----- | --------------------------------------- | --------- | ------------- |
| C3    | Parque Clavero                          | Recorrido | 15 minutos    |
| 33    | Alameda Principal - Cerrado de Calderón | Recorrido | 25-35 minutos |